# Maioliche di Sarreguemines

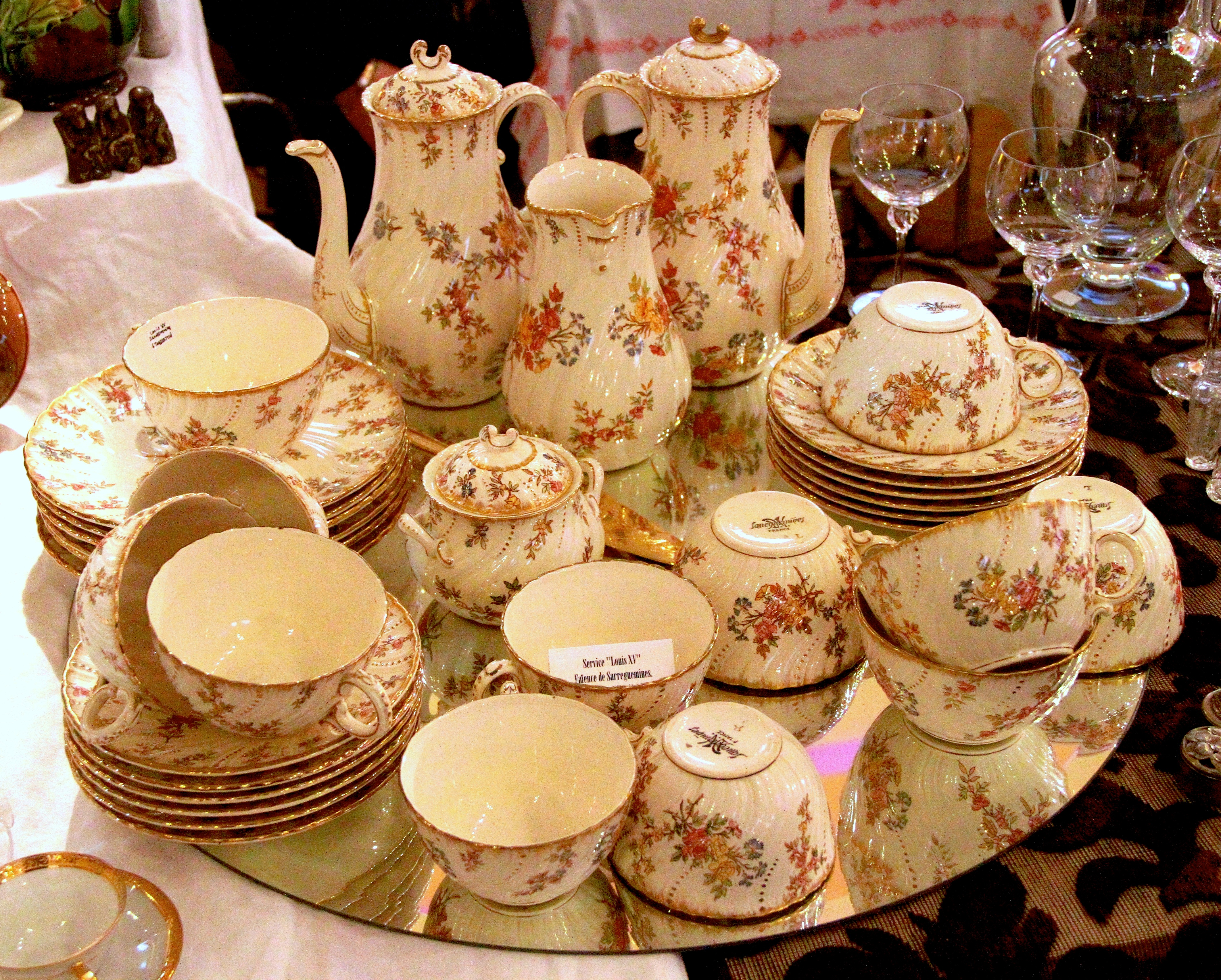
Un servizio da tè e caffè "Luigi XV" del XIX secolo realizzato dall'azienda di Sarreguemines.

L'espressione maioliche di Sarreguemines (in francese Faïence de Sarreguemines) è utilizzata per indicare una particolare produzione ceramica sviluppatasi dal 1790 al 2007 nella cittadina francese, sita nel dipartimento della Mosella, oggi facente parte della regione del Grande Est e un tempo della regione della Lorena.

## Storia
Nei suoi due secoli di storia, la produzione ebbe tanto successo da portare una piccola azienda familiare nata durante la Rivoluzione a diventare il simbolo della produzione di un'intera cittadina, distinguendosi per la sua posizione avanguardistica nel mondo della maiolica tanto che, a partire dal XIX secolo, Sarreguemines esportava in tutto il mondo una vasta collezione di terrecotte, vasi, fioriere, decori murali, caminetti ed altro ancora.

### Origini

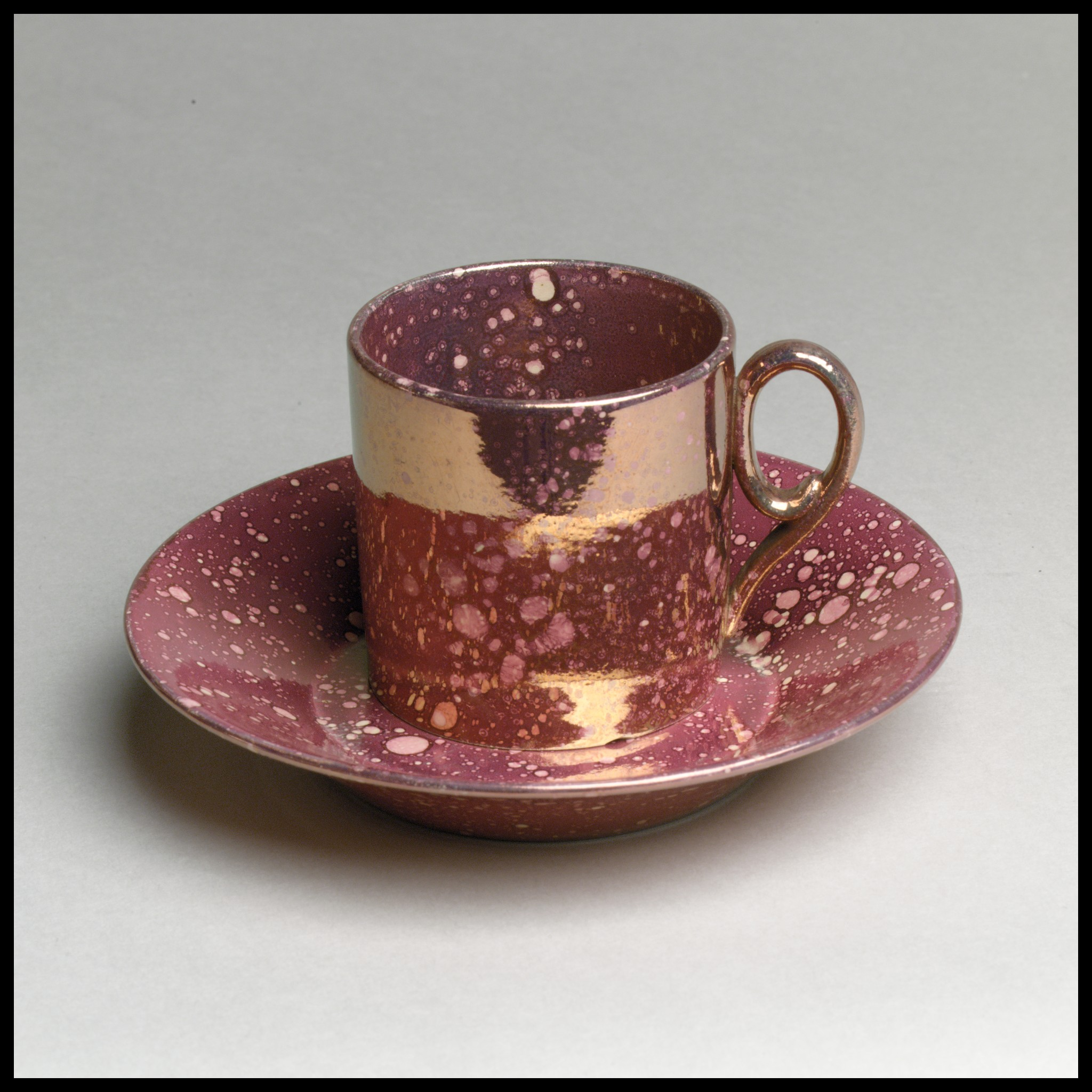
Tazzina da caffè con piattino prodotta nel 1810 e oggi esposta al Metropolitan Museum di New York.

La produzione di manufatti in terracotta nella città di Sarreguemines ebbe origine nel 1790, quando tre commercianti di tabacco di Strasburgo, i fratelli Nicolas e Augustin Jacoby e Joseph Fabry  fondarono la prima fabbrica, dotata di un solo forno, in cui veniva realizzato il "cailloutage", una terracotta fine composta da argille miste a selce frantumata e calcinata. A causa di una situazione particolarmente difficile, dovuta non solo alla difficoltà nell'approvvigionamento delle materie prime ma anche all'ostilità e alla diffidenza degli abitanti, nonché alla concorrenze delle altre manifatture francesi ed inglesi, dopo solo 10 anni Nicolas Jacobi decise di vendere tutte le sue quote a Joseph Fabry, che rimase alla guida dell'azienda assieme un giovane bavarese di nome Paul Utzschneider, che un anno prima aveva rilevato le quote di Alexander dalla sua vedova, e che ribattezzò la ditta in "Fabry Utzschneider und company".

### Gli anni dell'espansione e dell'industrializzazione
Dimostrandosi particolarmente intraprendente, Utzschneider diversificò la produzione in base alle materie prime impiegate per gli impasti, ossia faiences fines, grès e terre colorate, e introdusse ben presto nuove tecniche di decorazione provenienti dall'Inghilterra, tra cui spiccava quella della stampa, che portarono da una parte a una significativa industrializzazione del processo di produzione e dall'altra a un'importante diminuzione dei costi, pur non rinunciando alla qualità del prodotto finale.

Grazie anche alla vittoria di una medaglia d'oro al concorso dell'esposizione dei prodotti dell'Industria del 1802, per la messa a punto di un processo di polverizzazione atto ad imitare le tonalità di pietre e marmi preziosi, l'azienda ottenne un'enorme pubblicità, tanto che in quegli anni arrivò ad avere tra i propri migliori clienti niente meno che l'imperatore Napoleone I, e il suo successo richiese l'apertura di nuovi laboratori, in cui si iniziarono a utilizzare sempre più tipi di argille, come la terre carmélite, un'argilla a pasta rossa che diventerà tipica della produzione di Sarreguemines, la terre D'Egypte e la terre de Naples,  e l'acquisto di nuovi mulini. Ciò portò peraltro al sollevamento di nuove polemiche da parte degli abitanti del luogo, contrari alla deforestazione causata dalla necessità di legname propria dell'industria della terracotta di quel tempo, ragion per cui, a partire dal 1830, l'azienda si dotò di forni a carbone.
Nel 1836, Utzschneider affidò la direzione della fabbrica al genero Alexandre de Geiger, il quale continuò l'espansione dell'azienda facendo però realizzare edifici che fossero in armonia col paesaggio, quali ad esempio il mulino di Blies, costruito nel 1841 esattamente con questo spirito. Nel 1838, grazie ad accordi commerciali stretti con l'azienda concorrente Villeroy & Boch, creata solo due anni prima dall'unione di due manifatture a carattere familiare, ossia i Villeroy di Vaudrevange (Wallerfangen) e i Boch di Mettlach, de Geiger riuscì ad accrescere ancora l'attività dell'azienda che, con l'introduzione di nuovi elementi architettonici, quali ad esempio i tetti a dente di sega - altrimenti detti "a shed" - e gli alti camini circolari che impedivano al fumo di cadere sui tetti vicini, divenne sempre più rispettosa della cittadina circostante e che, con la rivoluzione industriale in pieno svolgimento, si modernizzò sempre di più, tanto che i due nuovi stabilimenti costruiti nel 1853 e nel 1860 funzionavano esclusivamente a vapore.
Sotto la direzione di de Geiger furono fatti importanti passi avanti anche nelle tecniche di produzione, con la realizzazione di tre nuovi stabilimenti tra il 1858 e il 1869, in cui si passò del tutto a una decorazione effettuata con il procedimento di stampa da lastre ottenute per elettrodeposizione, riproducibili identicamente e all'infinito, già adottato sperimentalmente nel 1838 e meno costoso rispetto alla stampa da lastre incise, ossia alla calcografia.

### Il consolidamento e il cambio di secolo

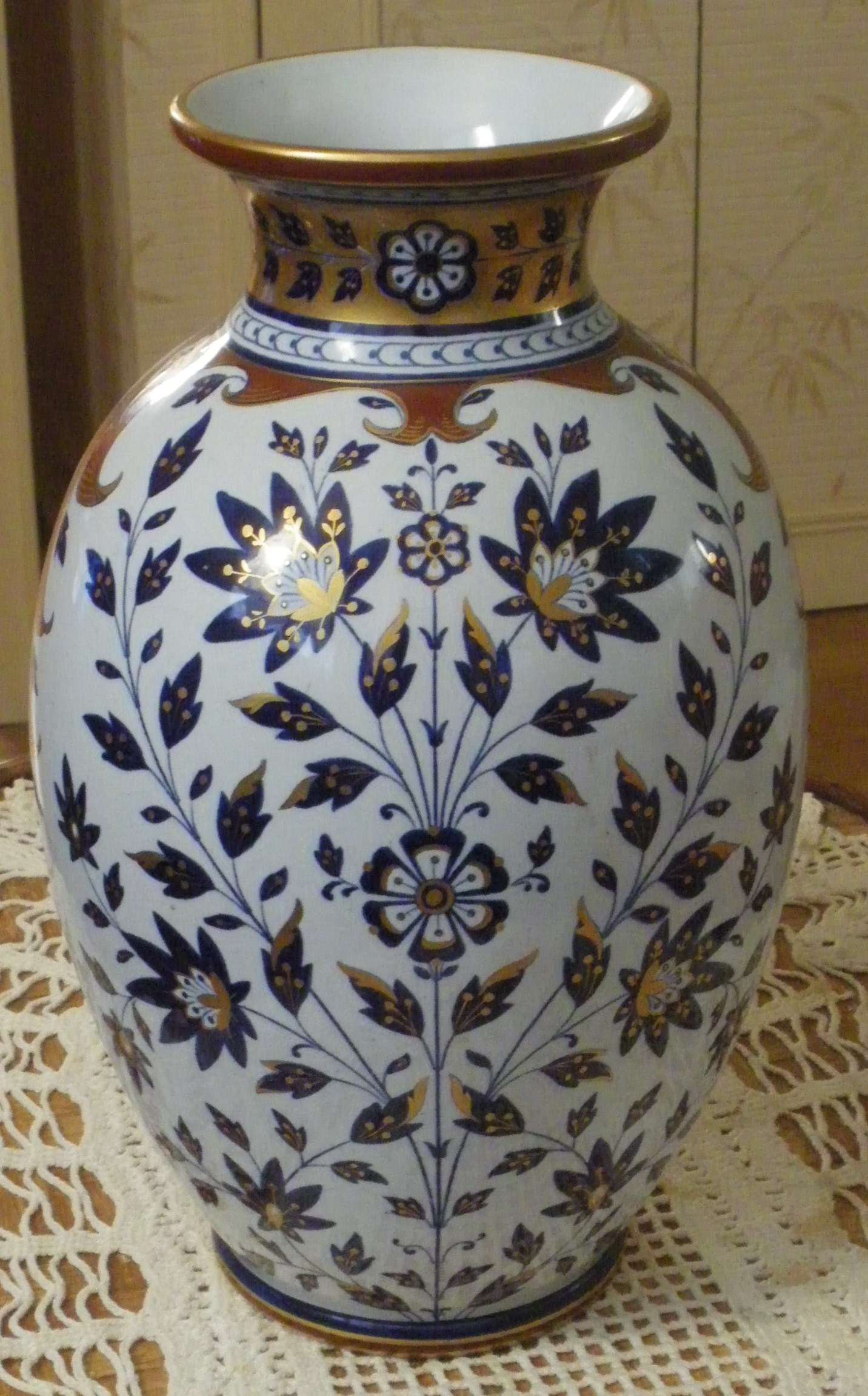
Un vaso in maiolica di Sarreguemines del XIX secolo.

Nel 1871, in seguito all'annessione della Mosella al neocostituito Impero tedesco, Alexandre de Geiger lasciò Sarreguemines e si ritirò a Parigi lasciando l'azienda, che in quell'anno impiegava 1 800 dipendenti ed era considerata al primo posto tra le fabbriche di maioliche francesi sia per la qualità della produzione che per il fatturato,  nelle mani del figlio Paul. Proseguendo l'espansione portata avanti dal padre e anche per venire incontro al fatto che la vendita sul mercato francese dei suoi prodotti realizzati in territorio tedesco erano soggetta a dazi, Paul de Geiger costruì due nuovi stabilimenti in Francia, a Digoin e a Vitry-le-François, e nel 1913, per venire incontro alla nuova situazione geopolitca, divise l'azienda, ora chiamata "Utzschneider & Cie" e che era arrivata ad occupare fino a 3 200 persone, in due distinte società, una a responsabilità limitata, tedesca, chiamata "La Société Utzschneider et Compagnie" e controllante lo stabilimento di Sarreguemines, e una per azioni, francese, chiamata "Les Etablissements ceramics Digoin, Vitry-le-François et Paris" e rivolta alla gestione degli stabilimenti francesi.
Alla fine della prima guerra mondiale, durante la quale l'azienda di Sarreguemines si distinse per la produzione delle famose maioliche patriottiche realizzate dall'artista francese Madeleine Zillhardt, la cui opera Fluctuat nec mergitur è oggi esposta al Musée de l'air et de l'espace di Le Bourget per commemorare la Grande Guerra, la famiglia Cazal prese in mano l'amministrazione dell'intera produzione, ricostituendo l'unità sotto il nome di "Faïenceries de Sarreguemines Digoin et Vitry-le-François".
Con lo scoppio della seconda guerra mondiale nel 1939, la produzione negli stabilimenti situati a Sarreguemines fu interrotta e i lavoratori non mobilitati vennero evacuati a Digoin. Dalla fine del 1940, con l'occupazione tedesca dell'Alsazia-Lorena, e fino al 1942, l'azienda venne sequestrata e posta sotto amministrazione controllata e, dal 1942 al 1945, la sua gestione fu affidata alla tedesca Villeroy & Boch.

### Gli anni di Lunéville e la chiusura
L'11 dicembre 1944, quando Sarreguemines fu liberata, le fabbriche di terracotta erano in rovina. Ripresa in mano dalla famiglia Cazal, la manifattura fu a poco a poco ripristinata, con i vecchi forni che furono sostituiti da forni a tunnel e con la ricostruzione di officine, ferrovie, strade e ponti, finché, nel 1955, Sarreguemines riconquistò la sua posizione tra i maggiori esportatori di maiolica.
A differenza della Villeroy & Boch, tuttavia, l'azienda non riuscì a riconvertire la propria produzione per stare al passo coi gusti del pubblico e, nonostante il grande successo del pyroblanc, una porcellana destinata principalmente alle stoviglie per la ristorazione, nel 1978, a seguito di un'offerta pubblica di acquisto, l'azienda fu acquisita dal gruppo Lunéville-Badonviller-Saint-Clément, la cui direzione decise, un anno più tardi, di abbandonare la produzione di stoviglie, focalizzando la produzione della realtà da poco acquistata su piastrelle, rivestimenti e pavimenti.
Nel 2002, con gli affari ormai in forte declino, l'azienda, che nel 1982 era stata ribattezzata "Sarreguemines Bâtiment" per meglio indicare il cambio del proprio settore di riferimento (bâtiment in francese significa "edilizia"), fu acquisita da 19 dipendenti e dirigenti che la rilevarono dal gruppo Lunéville-Saint-Clément, divenendone quindi azionisti di riferimento, e che la rinominarono "Céramiques de Sarreguemines". Tale tentativo di raddrizzare la sorti dell'attività si rivelò tuttavia infruttuoso e, dopo essere stata posta in liquidazione nel 2005, l'azienda chiuse infine i battenti il 1° febbraio 2007.